# تنويعات التجربة الدينية
تنويعات التجربة الدينية: دراسة في طبيعة الإنسان (بالإنجليزية: The Varieties of Religious Experience: A Study in Human Nature)‏ هو كتاب بقلم وليم جيمس عالم النفس والفيلسوف من جامعة هارفارد. ويضم نسخة منقحة من محاضرات جيفورد في اللاهوت الطبيعي والتي ألقاها في جامعة إدنبرة في اسكتلندا في عام 1901 وعام 1902. وتعنى المحاضرات بطبيعة الدين وإهمال العلم في الدراسة الأكاديمية للدين.
دخل الكتاب ضمن الشريعة الغربية في علم النفس والفلسفة بعد فترة وجيزة من نشره، وظل قيد الطباعة لأكثر من قرن.
طوّر جيمس لاحقا فلسفته البراغماتية. هناك العديد من الأفكار المتداخلة بين كتاب الأصناف وكتابه الآخر البراغماتية الذي صدر عام 1907.

## ترجمة
صدرت الترجمة العربية للكتاب عن دار نهوض عام 2020، .

## روابط خارجية
- تنويعات التجربة الدينية على موقع الموسوعة البريطانية (الإنجليزية)